# Halle de Martel
La halle est un monument historique situé à Martel dans le Lot (Région Occitanie).

## Historique
La ville de Martel a été dotée de coutumes en 1219 et elle est gouvernée par des consuls à partir de 1235. Une halle existe à partir du XIVe siècle au rez-de-chaussée de la maison des consuls. Des foires s'y tiennent plusieurs fois par semaine.
Après la guerre de Cent Ans, une nouvelle Maison de ville est construite en XVIe siècle à l'emplacement du premier édifice avec une halle sur piliers. La halle est menacée de ruine à la fin du XVIIe siècle.
Une nouvelle halle est construite avec une charpente en châtaignier et des "conques" (mesures à grain) sur l'emplacement de l'arsenal et du premier hôtel de ville après leur démolition en 1792.
L'édifice a été inscrit au titre des monuments historiques le 11 octobre 2004.